# Arno Schellenberg
Pour les articles homonymes, voir Schellenberg (homonymie).
Arno Schellenberg (né le 16 novembre 1903 à Berlin et décédé le 20 mars 1983 à Dresde) était un chanteur d'opéra allemand (baryton lyrique) et pédagogue vocal.

## Biographie
Arno Schellenberg débuté l'étude du chant en 1926 à l'Académie de musique de Berlin-Charlottenburg. Durant ses études, il apparait entre autres en 1928 dans Hans Heiling de Heinrich Marschner dans le rôle même de Hans Heiling. Parmi ses professeurs figurent Julius von Raatz-Brockmann (1870-1944). 
Schellenberg fait ses débuts en tant que chanteur en 1929 à l'Opéra de Düsseldorf. De 1930 à 1931, il est engagé à l'Opéra de Cologne. De 1931 à 1932, il se produit à l'Opéra de Königsberg en tant que premier baryton avant d'être engagé en 1932 par Fritz Busch à l'Opéra d'État saxon de Dresde. Alors plus jeune chanteur allemand, il reçoit dans les années 1930, le titre de Kammersänger
Schellenberg figurait en 1950 aux côtés de Hanns Eisler et de Rudolf Wagner-Régeny au premier collège professoral de l'Académie de musique Hanns Eisler de Berlin, où il enseignait le chant. En 1966, Schellenberg a terminé sa carrière de chanteur et a été professeur au Collège de musique Carl Maria von Weber à Dresde. Un de ses étudiants était Reiner Goldberg. En 1968, l'Opéra d'État saxon le nomma membre honoraire.

## Quelques rôles interprétés
- Gioachino Rossini – Le Barbier de Séville (1937) : Figaro
- Richard Wagner – Die Meistersinger von Nürnberg (1938) : Kothner
- Carl Maria von Weber – Der Freischütz (1944) : Ottokar
- Wolfgang Amadeus Mozart – Les Noces de Figaro (1945) : Comte Almaviva
- Albert Lortzing – Der Waffenschmied (1946)  : Comte von Liebenau
- Albert Lortzing – Der Wildschütz (1948) : Comte von Ebersbach
- Wolfgang Amadeus Mozart – Die Zauberflöte (1949) : Papageno
- Richard Strauss – Der Rosenkavalier : Monsieur de Faninal
- Richard Strauss – Die Liebe der Danae : Jupiter
- Giuseppe Verdi – Falstaff : Ford
- Richard Strauss – Daphné : Adrast (1. Schäfer)
- Daniel-François-Esprit Auber – Fra Diavolo : Lord Kookburn, un anglais
- Gaetano Donizetti – Don Pasquale : Dr. Malatesta
- Richard Strauss - Arabella : Le Comte Lamoral

## Radiodiffusion
- Zu Gast bei Arno Schellenberg: Porträt, 28. Februar 1966

### Source
- (de) Cet article est partiellement ou en totalité issu de l’article de Wikipédia en allemand intitulé « Arno Schellenberg » (voir la liste des auteurs).